# Ingemar Lilja
Ingemar Alfred Magnus Lilja, född den 27 juni 1907 i Jönköping, död den 6 juni 1989 i Örebro, var en svensk jurist.
Lilja avlade juris kandidatexamen vid Stockholms högskola 1930 och genomförde tingstjänstgöring 1930–1933. Han blev assessor i Göta hovrätt 1940, hovrättsråd där 1946, revisionssekreterare 1948 (tillförordnad 1945) och ånyo hovrättsråd 1950. Lilja var häradshövding i Västernärkes domsaga 1954–1970 och lagman i Hallsbergs tingsrätt 1971–1974 Efter pensioneringen var han adjungerad ledamot av Göta hovrätt. Lilja var auditör vid Smålands artilleriregemente 1951–1954 och vid Livregementets grenadjärer och Örebro försvarsområde 1957–1974. Han blev riddare av Nordstjärneorden 1949 och kommendör av samma orden 1964. Lilja vilar på Slottskyrkogården i Jönköping.